# Mawsoniidae
Mawsoniidae är en utdöd familj av förhistoriska tofsstjärtfiskar som levde under trias fram till kritaperioden.